# Paralonectes
Paralonectes is een geslacht van uitgestorven aquatisch reptielen dat behoort tot de thalattosauriërs. Het leefde in het Vroeg-Trias (Olenekien, ongeveer 248-245 miljoen jaar geleden) en zijn fossiele overblijfselen zijn gevonden in Noord-Amerika (British Columbia, Canada).

## Naamgeving
In 1993 werd de typesoort Paralonectes merriami benoemd door Nicholls & Brinkman. De geslachtsnaam betekent 'kustzwemmer' in het Grieks. De soortaanduiding eert John Campbell Merriam.
Het holotype is TMP 89.127.1, een gedeeltelijk skelet met schedel in 1989 gevonden bij Wapiti Lake in een laag van de Sulphur Mountainformatie. Toegewezen werden de specimina TMP 89.127.2 en TMP 91.120.21, gedeeltelijke schedels.

## Beschrijving
Paralonectes is slechts bekend van enkele fragmentarische exemplaren, maar voldoende om het uiterlijk van het dier te reconstrueren. Net als andere thalattosauriërs had Paralonectes ook een matig langwerpig lichaam met een lange staart, zijdelings afgeplat. De schedel was behoorlijk gespecialiseerd: vergeleken met die van de andere thalattosauriërs was hij relatief kort en lang, maar net als andere vormen van de groep was de kaak uitgerust met afgeronde punttanden, terwijl de premaxilla scherpe en uitstekende tanden had. De onderkaak was behoorlijk robuust (hoewel niet zo dik als die van Agkistrognathus) en had ook bolvormige achterste en scherpe tanden in het voorste gebied. De neusgaten waren naar achteren geplaatst en erg groot, in tegenstelling tot vormen zoals Clarazia, Hescheleria en Thalattosaurus.
De fossielen van Paralonectes zijn erg belangrijk omdat ze het voor het eerst mogelijk maakten om de aard van de opstelling van de tanden in de kaken te reconstrueren. Verschillende geleerden geloofden in het verleden dat de tanden van thalattosauriërs van acrodonale aard waren (dat wil zeggen: ze groeiden rechtstreeks uit het kaakbot); andere dachten dat ze thecodont waren (dat wil zeggen: gefixeerd in speciale tandkassen) of pleurodont (gefixeerd met de basis en met één zijde aan een uitsteeksel van het binnenoppervlak van het kaakbot). Een deel van het kaakbot van het fossiel van Paralonectes was geërodeerd en onthulde de tanden, met diepe wortels en geplaatst in tandkassen. De botgroei heeft de tandkassen echter zodanig met de wortels van de tanden versmolten dat de volwassen tanden één met het bot leken (zoals bij acrodonte tanden). Een soortgelijk type tandopstelling is ook bekend bij andere reptielen (bijvoorbeeld de rhynchosauriërs) en staat bekend als ankylothecodont (Chatterjee, 1974).

## Classificatie
De fossiele overblijfselen van Paralonectes zijn afkomstig van de Sulphur Mountain-formatie in British Columbia (Canada), waar andere overblijfselen van thalattosauriërs zoals Thalattosaurus en Agkistrognathus zijn gevonden, en voor het eerst werden beschreven in 1993. Paralonectes lijkt een gespecialiseerde vorm binnen de groep te zijn geweest, behorend tot de thalattosauriden. Er wordt aangenomen dat dit dier basaal stond ten opzichte van nog meer gespecialiseerde vormen als Clarazia, Hescheleria en Thalattosaurus.

## Paleo-ecologie
Paralonectes was waarschijnlijk een zwemmer die langs de kust leefde (de naam Paralonectes is afgeleid van het Griekse paralos, 'kust', en nektes, 'zwemmer'), bewegend dankzij de kronkelende bewegingen van de lange, afgeplatte staart. Het gemengde gebit (puntige en uitstekende voortanden, meer afgeronde achtertanden) geeft aan dat Paralonectes zich waarschijnlijk voedde met weekdieren met een harde schaal, die van de bodem werden losgerukt en daarna door de achterste tanden vermalen.